# Niccolò Gianpriamo
 (juin 2024).
Si vous disposez d'ouvrages ou d'articles de référence ou si vous connaissez des sites web de qualité traitant du thème abordé ici, merci de compléter l'article en donnant les références utiles à sa vérifiabilité et en les liant à la section « Notes et références ».
Niccolò Gianpriamo (qui adopta le nom chinois de Hi Ni-ko Ta-kio), né le 22 octobre 1686 à Aversa, province de Campanie alors possession du royaume de Naples, et mort le 14 avril 1759 à Naples, est un prêtre jésuite italien, un temps missionnaire en Chine, astronome et mathématicien.

## Biographie
Niccolò Gianpriamo entre dans la Compagnie de Jésus en 1702. Au terme de sa formation de base il est choisi pour la mission chinoise. Il embarque depuis le Portugal en 1714 pour l'Asie où après un long voyage de près de deux ans il se présente en janvier 1717 auprès de l'empereur de Chine Kangxi comme mathématicien. Pendant près de quatre années, il demeure à la cour de l'empereur  en qualité de mathématicien et d'astronome. 
Le 13 mars 1721, il décide de quitter Pékin après l'échec de la mission du légat du pape, Carlo Ambrogio Mezzabarba (it), venu négocier avec l'empereur la liberté religieuse pour les Chinois chrétiens et arbitrer la difficile question du rite chinois. Il emporte avec lui une lettre personnelle de l'empereur adressée au pape. Son voyage de retour ne se fera pas par la mer mais par la terre. Il obtient de Pierre Ier le Grand la permission de retourner en Italie en traversant la Russie. Il arrive à Rome le 19 octobre 1722. Alors qu'il voudrait repartir vers la Chine, le pape Innocent XIII lui ordonne de ne pas quitter Rome. En septembre 1725, il est autorisé à quitter la ville. Il finit par rejoindre Naples en 1738 où il enseigne la littérature italienne, la théologie morale, les mathématiques et l'astronomie au Collegio del Salvatore et à partir de 1740 au Collège des Nobles, institution confiée aux Jésuites et visant à éduquer les fils de la noblesse napolitaine.

## Ses œuvres

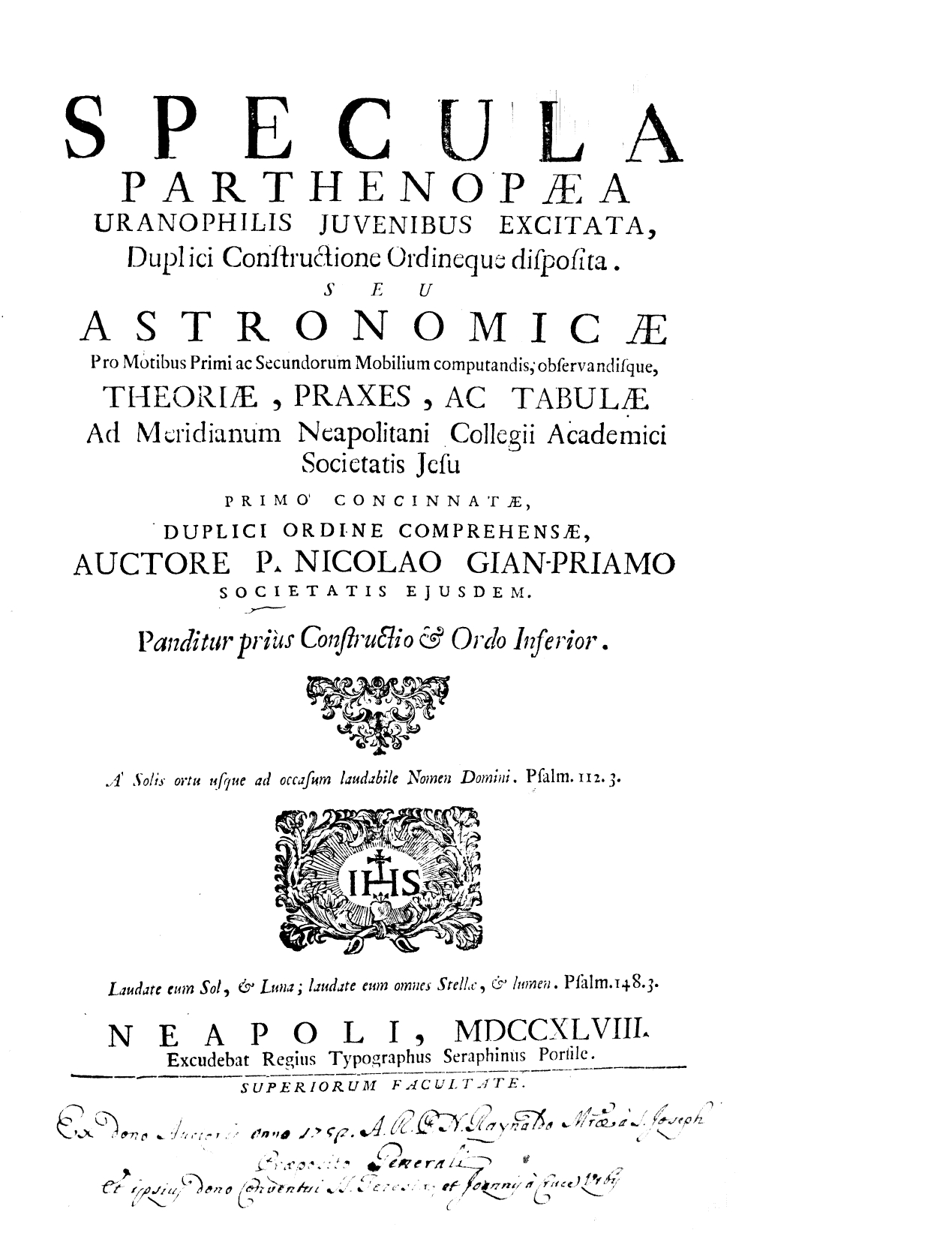
Page de titre du traité d'astronomie de Niccolo Gianpriamo.

Indépendamment de son aventure missionnaire, Niccolò Gianpriamo est surtout connu pour son traité d'astronomie Specula parthenopaea uranophilis juventibus excitata publié en 1748 à Naples. Il y rapporte ses observations astronomiques faites en Europe, en Chine et lors de ses voyages par terre et par mer, calculant les éphémérides des étoiles et des planètes en rapport au méridien passant par Naples.